# Stratford-upon-Avon

Stadshuset i Stratford-upon-Avon.

Stratford-upon-Avon (ofta enbart: Stratford) är en stad och civil parish i grevskapet Warwickshire i centrala England. Staden är huvudort i distriktet Stratford-on-Avon och ligger vid floden Avon. Tätorten (built-up area) hade 27 830 invånare vid folkräkningen år 2011.
Stratford är William Shakespeares födelsestad och en byggnad som påstås vara hans födelsehus är idag museum. Staden hyser även Royal Shakespeare Companys teatrar Royal Shakespeare Theatre, Swan Theatre och The Other Place.

## Historia
Staden grundades av anglosaxare och växte fram som en köpstad under medeltiden. År 1196 erhöll Stratford-upon-Avon stadsprivilegium.